# Роббинс, Лайонел
Лайонел Чарлз Роббинс, барон Роббинс (англ. Lionel Charles Robbins, Baron Robbins; 22 ноября 1898 года, Мидлсекс — 15 мая 1984 года, Лондон) — британский экономист.

## Биография
Принимал участие в Первой мировой войне, служил в артиллерии. В дальнейшем получил высшее образование в Лондонском университете и Лондонской школе экономики. С 1925 по 1961 год преподавал в Лондонской школе экономики. Покровительствовал там К. Попперу, которого полагал гением.
В июле 1944 года принимал участие в Бреттон-Вудской конференции.
Возглавил назначенную в 1961 году правительством комиссию по вопросам высшего образования, образованную для оценки его состояния в стране и представления рекомендаций по дальнейшему развитию. В 1963—1964 годы по результатам её работы был опубликован шеститомный доклад.
В 1968 году стал первым канцлером новосозданного Стерлингского университета.
Роббинс критиковал направление, основанное Альфредом Маршаллом, поддерживал развитие англосаксонской экономической теории согласно идеям австрийской школы. Также известно его определение экономической науки: 

Экономика — наука, изучающая человеческое поведение как отношение между целями и ограниченными средствами, имеющими альтернативное применение.
За заслуги перед университетской системой образования в Великобритании (доклад Роббинса) ему был присуждён титул пожизненный пэр в 1959 году.
Награды: CB (1944), CH (1968). Почётный доктор Университета Хериота-Уатта (1967). Его имя носит одно из зданий Лондонской школы экономики — Британская библиотека политических и экономических наук.

## Сочинения
- История экономической мысли: лекции в Лондонской школе экономики = A History of Economic Thought: the LSE Lectures, ed. by S. G. Medema and W. J. Samuels, 1998 / Пер. с англ. Н. В. Автономовой под ред. В. С. Автономова. — М.: Издательство Института Гайдара, 2013. — 496 c.
- An Essay on the Nature and Significance of Economic Science, 1932.
  - Глава 1 «Предмет экономической науки» (рус.)
- Principles of Economics, 1923, Economics.
- Dynamics of Capitalism, 1926, Economica.
- The Great Depression, 1934.
- Interpersonal Comparisons of Utility: A Comment, 1938, EJ.
- The Economic Causes of War, 1939.
- The Economic Problem in Peace and War, 1947.
- The Theory of Economic Policy in English Classical Political Economy, 1952.
- Robert Torrens and the Evolution of Classical Economics, 1958.
- Politics and Economics, 1963.
- The University in the Modern World, 1966.
- The Theory of Economic Development in the History of Economic Thought, 1968.
- Jacob Viner: A tribute, 1970.
- The Evolution of Modern Economic Theory, 1970.
- Autobiography of an Economist, 1971.